# Lope Díaz II de Haro

Antigo brasão da casa de Haro, titulares do Senhorio de Biscaia entre os séculos XI e XIV. A sua composição foi herdada por numerosos municípios da Biscaia.

Lope Díaz II de Haro "Cabeça Brava" (c. 1170 – 15 de novembro de 1236), filho de Diego Lopes II de Haro 5º senhor da Biscaia e de Maria Manrique de Lara de Manrique Perez de Lara, 1.º senhor de Molina e visconde de Narbona,  e de Ermesenda de Narbona, senhora deNarbona,  foi o 6.º senhor da Biscaia entre 1214 e 1236.
Combateu com o seu pai na Batalha de Navas de Tolosa em 1212 debaixo do comando do rei Afonso VIII de Castela. Esteve à frente dos destinos da Biscaia numa altura conturbada. A sua subida ao poder aconteceu com a morte de seu pai em 16 de outubro de 1214, por cuencidência poucos dias depois da morte do rei Afonso VIII de Castela, que deixou como herdeiro do trono o seu filho de apenas 10 anos, Henrique I de Castela (1204 - 1217).
Devido a estes acontecimentos a família de Lara tomou o poder ao controlar a regência da coroa, travando-se de rações com Berengária de Castela, irmã de Henrique I de Castela e a quem Lope deu o seu apoio.
Em 1217 Henrique I de Castela morre por acidente, o que leva ao trono a sua irmã Berenguela I de Castela que apoioada por vários nobres, entre os quais Lope Dias II de Haro, delega o trono ao seu filho Fernando III de Castela que foi quase de imediato coroado em Nájera. Afonso IX de Leão pai de Fernando III, não se conforma com o proclamação do filho como rei de Castela dá inico a combates um pouco por todo o país.
Durante estes acontecimentos Álvar Núñez de Lara apodera-se de Nájera, sendo no entanto derrotado e feito presioneiro por Lope Díaz II de Haro. A poio dado por Lope Díaz ao rei Fernando III foi premiado com o cargo de Alferes Maior de Castela, e casado com D. Urraca Afonso de Leão, irmã do rei.
Recebeu a doação da Vila de Haro e da Vila de Pedroso com confirmação. 
Participou com muitas guerras em apoio de Fernando III, como foi o caso das expedições contra os mouros da Andaluzia, sendo a mais importante a Tomada de Baeza ocorrida em 1227 o que o levou a receber o título de conquistador de Baeza.
Quando o bispo de Calahorra quis exigir directos das igrejas sujeitas ao Mosteiro de San Millán de la Cogolla, deu início a conflitos que só terminaram com a sua transferência em 1232 da diocese para Santo Domingo de la Calzada, facto que causou ainda mais discórdias, até que em 1235 Lope Díaz expulsou o bispo que foi para Roma, tendo a diocese voltado Calahorra.
Foi fundador de Plencia e encontra-se enterrado no Mosteiro de Santa María la Real de Nájera.

## Matrimómio e descêndencia
Casou por duas vezes, a primeira em 1230 com Urraca Afonso de Leão, filha do rei Afonso IX de Leão e de Inês Iñiguez de Mendoza, de quem teve:
- Diego Lopes III de Haro, 7.º senhor da Biscaia casado com Constânça de Bearn,
- Teresa Lopes de Haro,  casou dos vezes, a primeira com Nuño Sanchez, filho do Sancho I de Cerdanha, e a segunda vez com Rodrigo Gonçalves Girão,
- Mécia Lopes de Haro (morta em 1270) casada por duas vezes; a primeira com Álvaro Peres de Castro e a segunda com o rei  Sancho II, rei de Portugal, o que a fez rainha de Portugal.
- Álvaro Lopes de Haro. (morto depois de 1236).
- Afonso Lopes de Haro (morto depois de 1263),  casado em primeiras núpcias com María Álvarez, senhora de Los Cameros, e a segunda vez com Sancha Gil, filha do Gil Vasques de Soverosa e de Maria Gonçalves Girão que era a viúva de Guilhén Peres de Gusmão,
- Berengária Lopes de Haro (morta c. 1296) casada com Rodrigo Gonçalves Girão,
- Sancho Lopes de Haro
- Lope Lopez de Haro "O Chico", senhor de La Guardia casado com Maior Gonçalves Girão, filha do Gonçalo Rodrigues Girão e de sua segunda esposa, Marquesa Peres, pais de Rui Lopes de Baeza casado com Sancha Ponce, segundo consta nos documentos do Mosteiro de Santa María la Real de Las Huelgas em Burgos datados de 10 de setembro de 1249 quando se declarando filho do seu pai, junto com sua esposa Sancha Ponce, vendem bem em Villamorico.
- Manrique Lopes de Haro (morto depois de 1236)

Fora do casamento e com  Toda de Santa Gadea, senhora de origem nobre da linhagem de os Salcedos, teve:
- Diego Lopes de Salcedo (morto depois de 1275), casado com Teresa Alvarez de Lara, filha ilegítima do Alvar Fernandes de Lara.

Teve outro filho de mai desconocida:
- Lope Dias de Haro, bispo de Sigüenza,